# Connor Schell
Pour les articles homonymes, voir Simmons.
Connor Schell est un producteur américain. Il est le co-créateur de la série 30 for 30 pour ESPN qui a reçu de multiples récompenses. En juin 2017, il devient vice-président exécutif d'ESPN, responsable de la création de contenu télévisuel, digital et imprimé. Il est à l'origine de la série O.J.: Made in America.

## Filmographie
- 2024 : Super/Man : L'Histoire de Christopher Reeve (Super/Man: The Christopher Reeve Story) (documentaire) de Ian Bonhôte et Peter Ettedgui